# Kieler Schloss

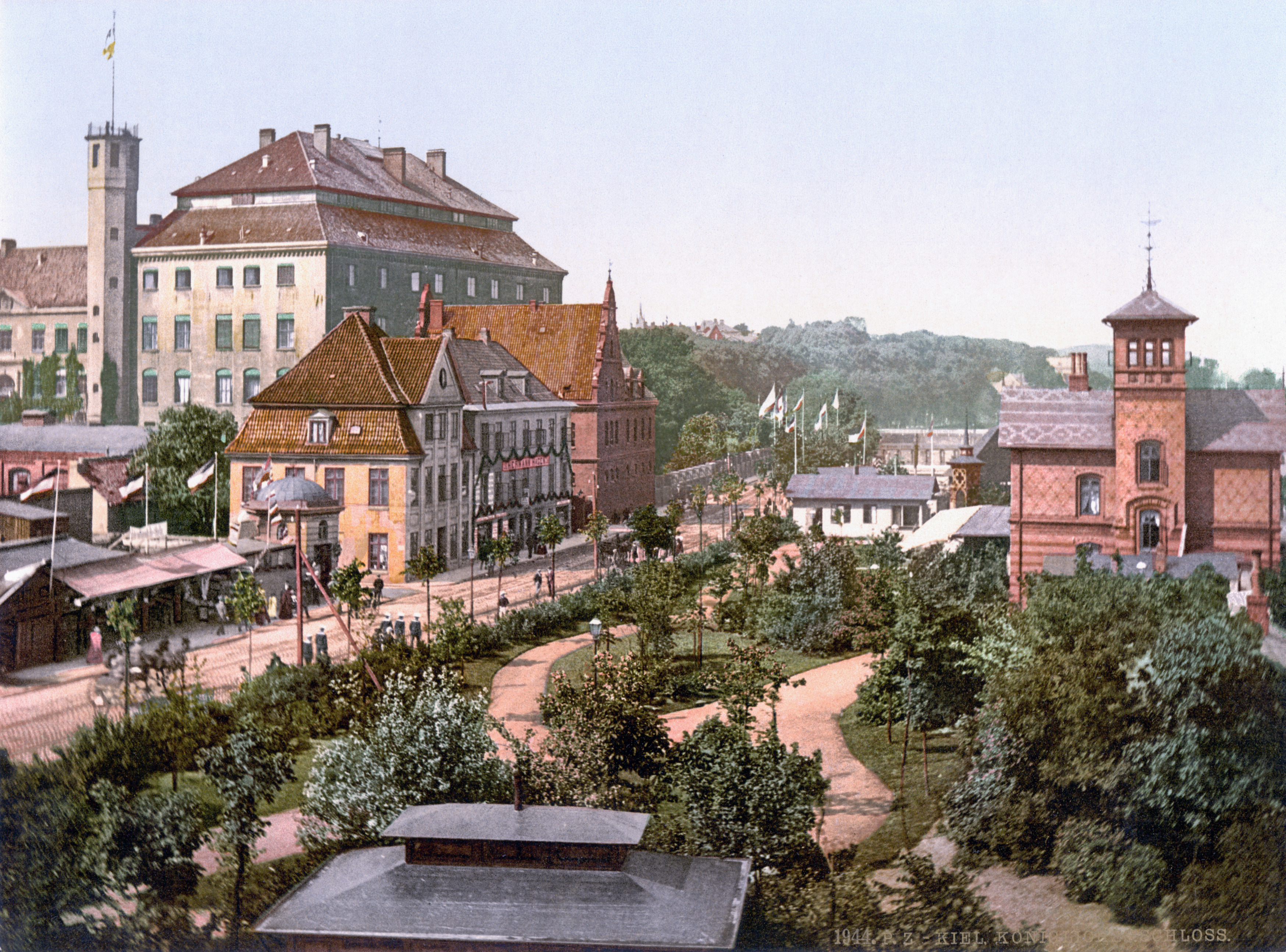
Ostflügel mit dem südwestlichen Turm (links); kolorierte Aufnahme von 1900, Blickrichtung Norden

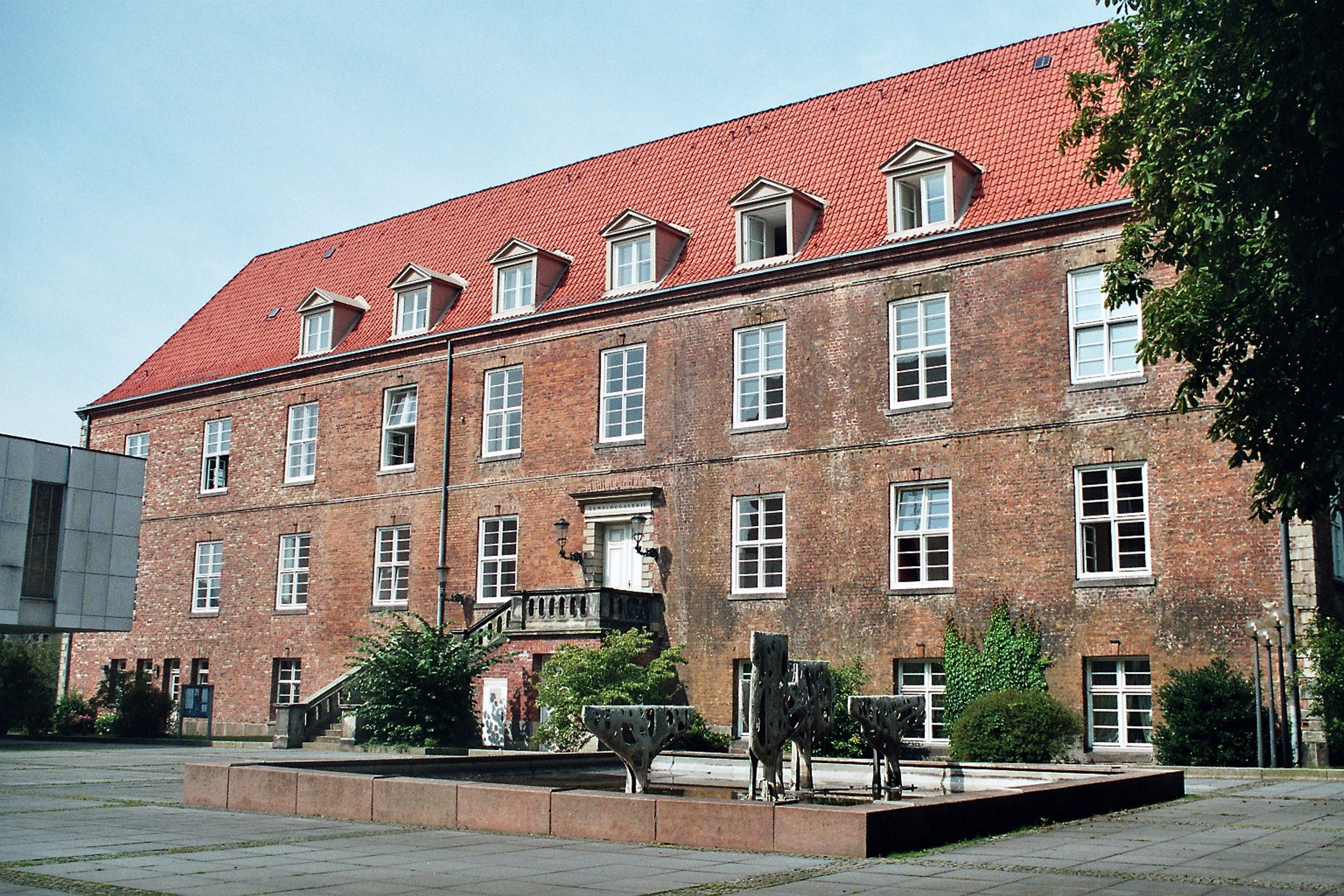
Rantzaubau (Westflügel), gebaut 1965; Aufnahme von 2008

Das Kieler Schloss in Kiel in Schleswig-Holstein war eine der Nebenresidenzen der Gottorfer Herzöge. Das Schloss konnte eine abwechslungsreiche Baugeschichte vorweisen und wurde in der jüngeren Kunstgeschichte als einer der bedeutendsten Profanbauten Schleswig-Holstein bezeichnet. Das Schloss wurde im Zweiten Weltkrieg am 4. Januar 1944 bei einem Luftangriff durch Bomben und einen nachfolgenden Brand weitgehend zerstört.

## Nutzungsgeschichte

### Vom Mittelalter in die Neuzeit
Das Kieler Schloss hatte seinen Ursprung in einer Burg des Mittelalters, die vermutlich bereits 1242 zur Zeit der Gründung Kiels errichtet wurde und die Siedlung an einer schmalen Landzunge zwischen Kieler Förde und Kleinem Kiel schützen sollte. Bauherr war der Stadtgründer Adolf von Schauenburg.
Im 15. Jahrhundert kam das Schloss infolge des Vertrags von Ripen in den Besitz des dänischen Königs Friedrich I., der die mittelalterliche Burg durch moderne An- und Umbauten zu einem Schloss erweitern ließ. Sein Sohn Adolf begründete das Herzogtum Schleswig-Holstein-Gottorf, dem die Stadt Kiel samt Schloss zugeschlagen wurden. Herzog Adolf ließ in seinem Landesteil zahlreiche Residenzen erbauen. Wie auch in Reinbek, Husum und Tönning wurde in Kiel ein stattlicher Neubau im Stil der niederländischen Renaissance errichtet.

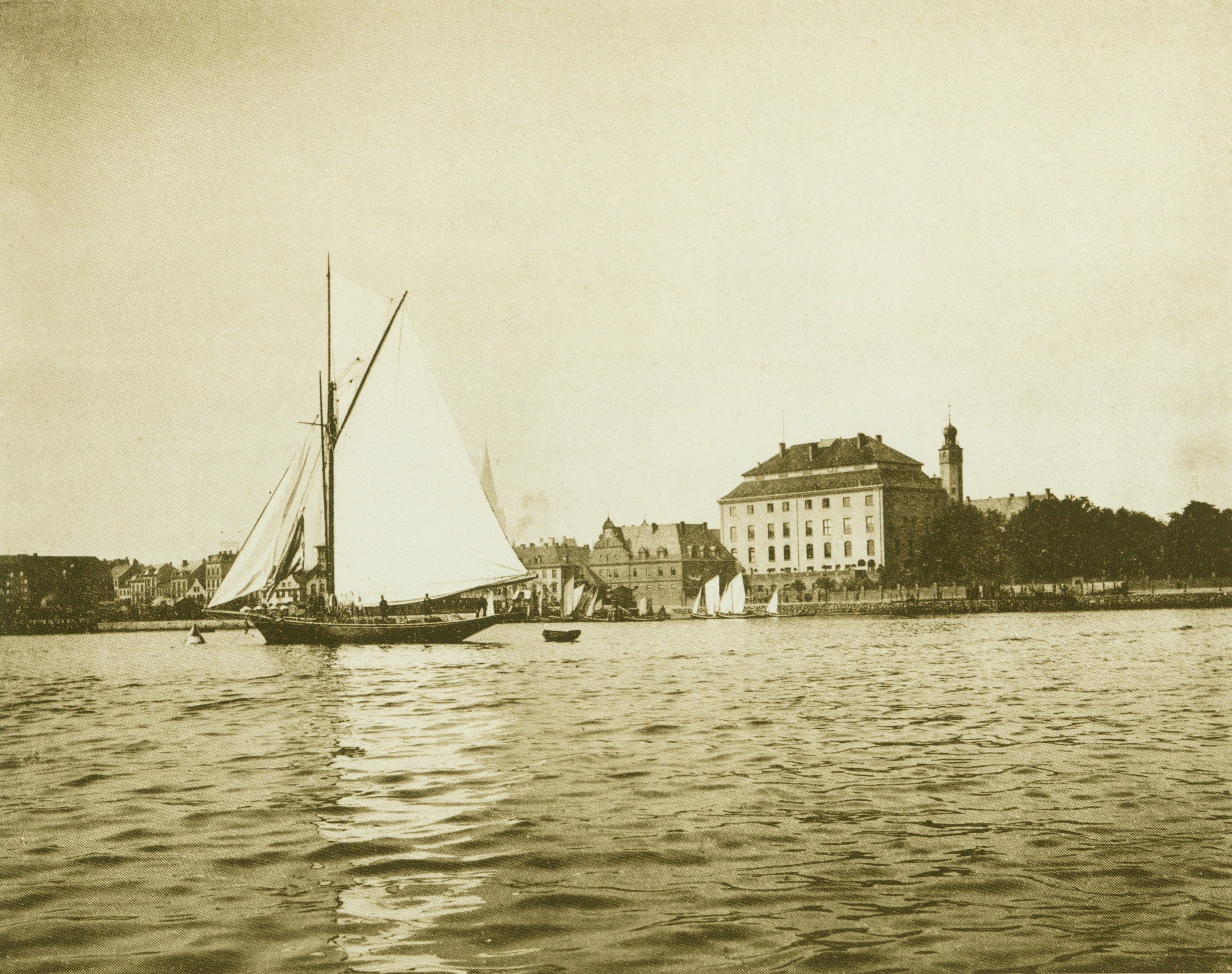
Ostflügel mit dem nordwestlichen Turm; hinter den Bäumen der Rantzaubau (Westflügel); Aufnahme von 1893, Blickrichtung Westen

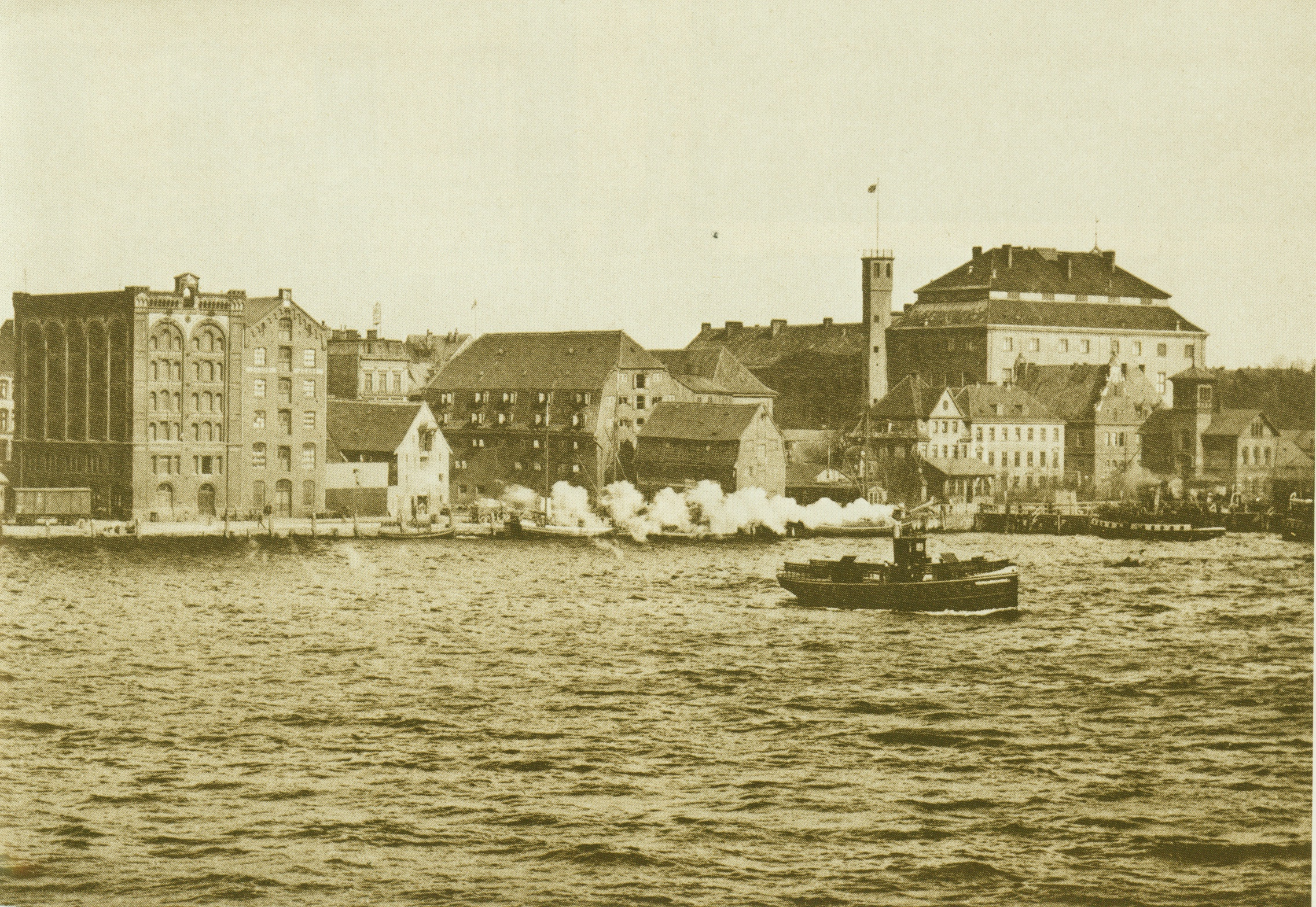
Ostflügel mit dem südwestlichen Turm (rechts); Aufnahme von 1893, Blickrichtung Nordwesten

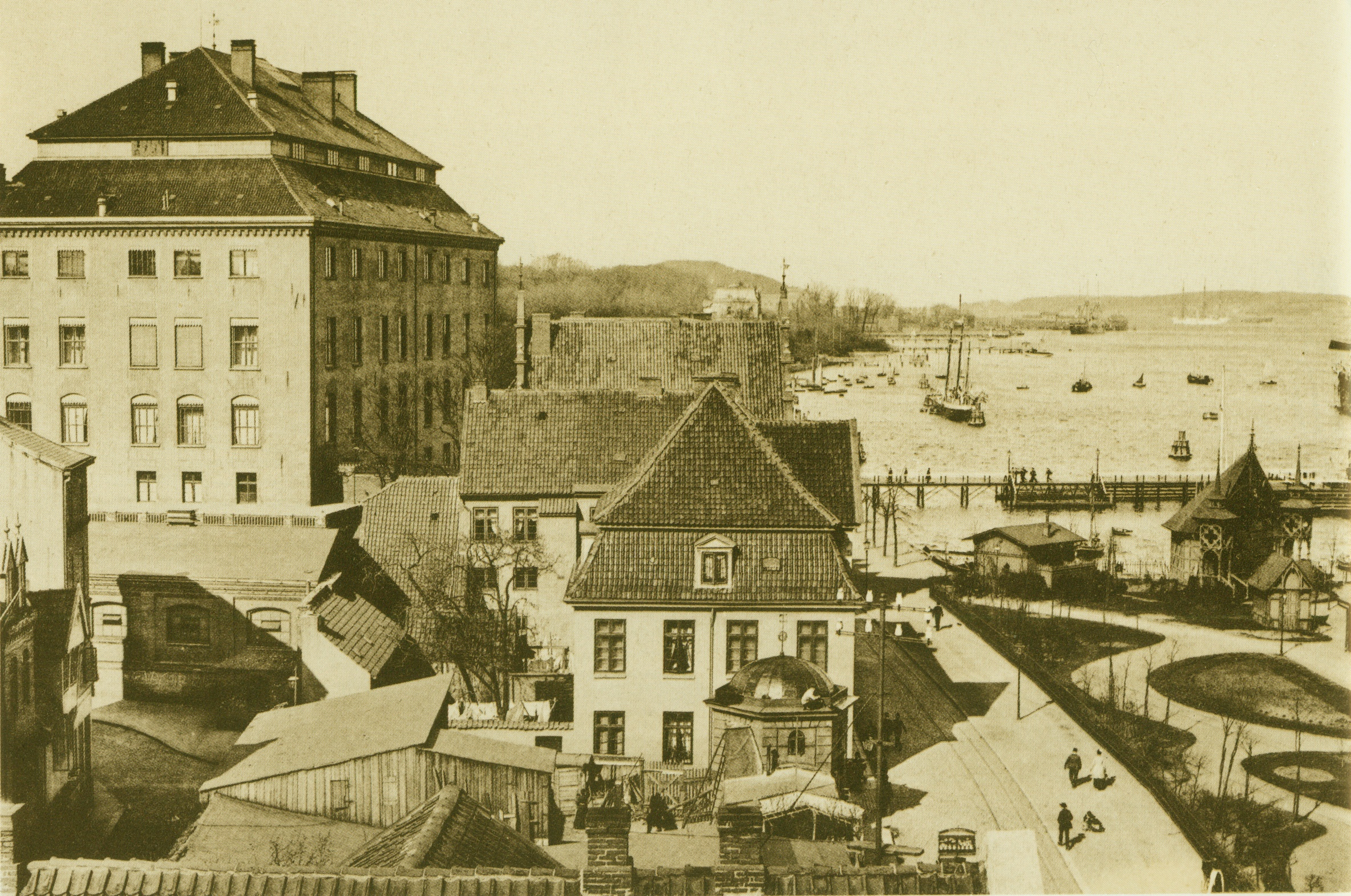
Ostflügel (links), Kieler Förde (rechts); Aufnahme von 1893, Blickrichtung Norden

### Vom 16. bis zum 18. Jahrhundert
Das Schloss war zu dieser Zeit nur eine Nebenresidenz, denn Hauptsitz und Regierungszentrum des Herzogtums war Schloss Gottorf. Das Kieler Schloss diente Christine von Hessen bis 1604 sowie anschließend Sophie von Mecklenburg bis 1631 als Witwensitz. Im Dreißigjährigen Krieg wurde das Haus mehrmals besetzt und die Ausstattung dabei zum Teil geplündert. 1665 wurde im Schloss die Gründungsfeier zur Stiftung der Christiana-Albertina, der Kieler Universität, begangen. Die Witwe des Gründers Christian Albrecht, Herzogin Friederike Amalie ließ von 1695 bis 1697 den West- und Südflügel nach Plänen des Architekten Domenico Pelli neu errichten (Pelli- oder Amalienbau), nachdem jener zehn Jahre zuvor wegen Baufälligkeit teilweise eingestürzt war.
Nach dem Ende des Großen Nordischen Krieges wurden Schleswig und Holstein aufgeteilt. Das Herzogtum Schleswig wurde künftig in Personalunion durch den dänischen König regiert, das Gottorfer Schloss als Stammresidenz aufgegeben und die Herzöge wurden auf ihre holsteinischen Gebiete beschränkt. Ab 1721 war das Kieler Schloss daher für ein halbes Jahrhundert die Hauptresidenz des jetzt nur noch über Holstein regierenden Gottorfer Herzogs Karl Friedrich und seiner Nachfolger. Das Schloss war daher auch der Geburtsort seines Sohnes Karl Peter Ulrich, des nachfolgenden Herzogs und späteren russischen Zaren Peter III. Nach Peters frühem Tod übernahm Katharina die Große die Regierungsgeschäfte, unter ihr wurde der Renaissancebau des Schlosses zu einem großen, barocken Palais umgestaltet. Sie entsagte jedoch ihren Ansprüchen in Schleswig-Holstein im Vertrag von Zarskoje Selo vom 27. August 1773. Das Herzogtum Holstein fiel damit für die nächsten 89 Jahre ebenfalls in Personalunion an den dänischen König, der feierliche Übergabeakt wurde im Kieler Schloss abgehalten.

### Vom 19. Jahrhundert bis zum Zweiten Weltkrieg
Im 19. Jahrhundert diente das Schloss unterschiedlichen Zwecken. Es stand zeitweise der Universität zur Verfügung und war von 1848 bis 1851 Sitz der Schleswig-Holsteinischen Landesversammlung. Während des Deutsch-Dänischen Krieges diente es als Lazarett und militärisches Hauptquartier. In der preußischen Zeit bezog wieder ein bedeutender Bewohner das Haus; von 1888 bis 1918 war es der Wohnsitz des Prinzen Heinrich von Preußen, der in der Kaiserlichen Marine als Großadmiral (und während des Ersten Weltkrieges als Oberbefehlshaber der Ostseestreitkräfte) diente, während Kiel zum bedeutendsten Marinehafen des Kaiserreichs aufstieg.
Nach dem Ersten Weltkrieg verlor das Schloss an Bedeutung. Prinz Heinrich zog sich auf sein Gut Hemmelmark zurück und das Schloss wurde Verwaltungssitz und nahm die Landesbibliothek auf. In den 1930er Jahren wurde geplant, ein Haus der Landeskultur einzurichten.

### Seit dem Zweiten Weltkrieg

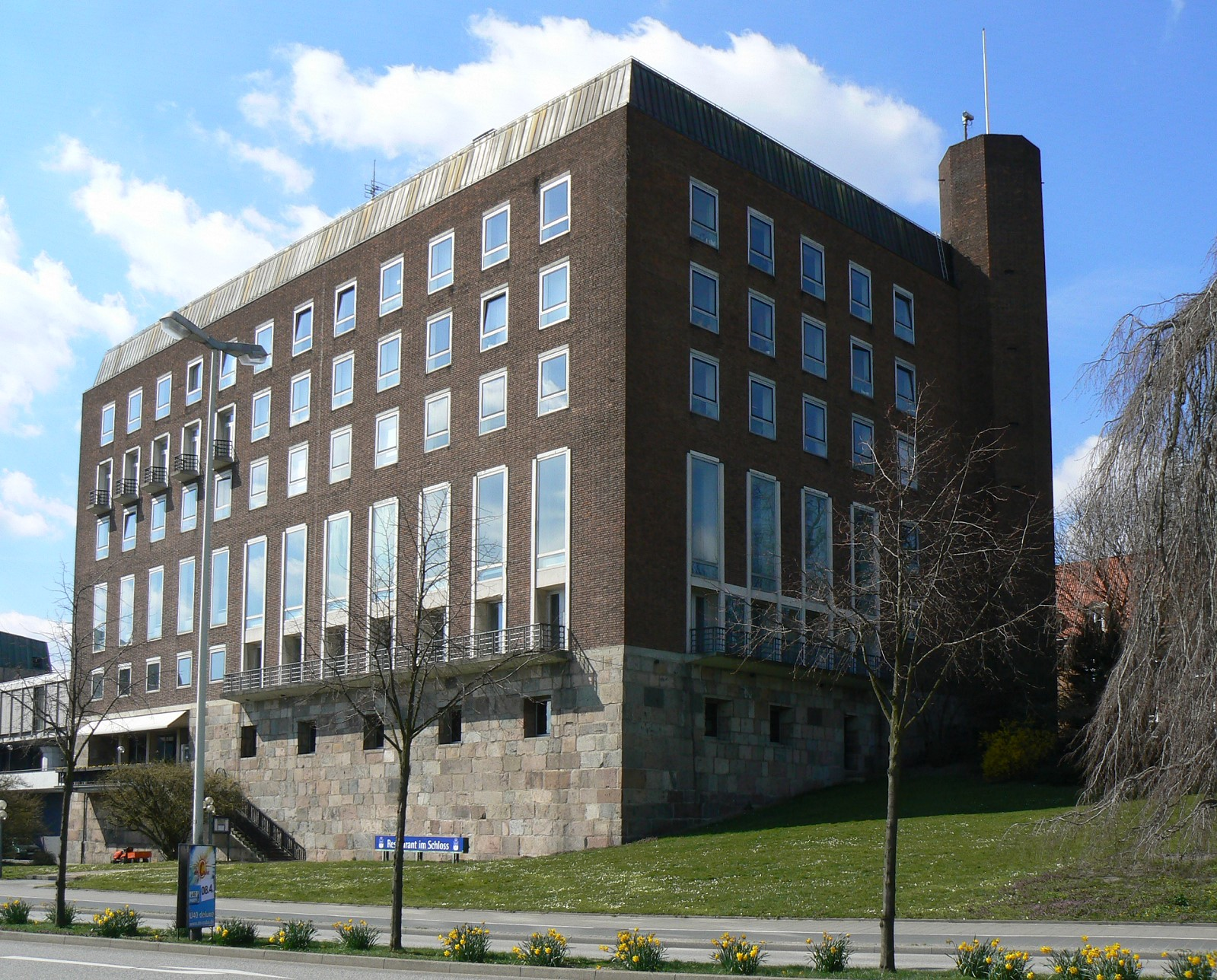
Ostflügel, gebaut 1961; Aufnahme von 2007, Blickrichtung Süden

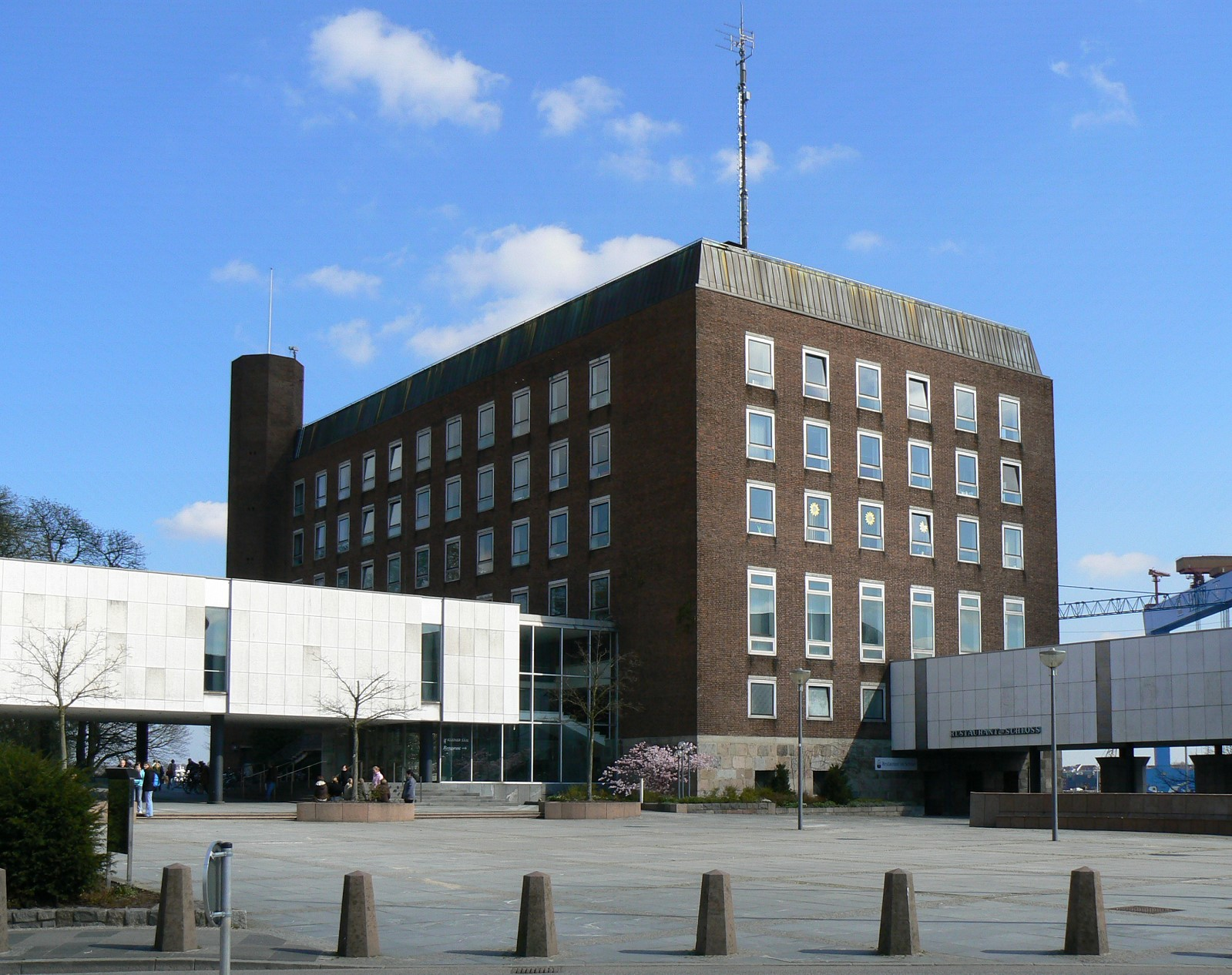
Ostflügel (rechts), gebaut 1961; Historische Landeshalle (links), gebaut 1961; Aufnahme von 2007, Blickrichtung Nordosten

Das Schloss erlitt bei den Luftangriffen im Zweiten Weltkrieg starke Zerstörungen und brannte nach einem Angriff am 4. Januar 1944 bis auf die Grundmauern aus. Dabei wurde auch die wertvolle Möbelsammlung vernichtet, die zum Teil aus anderen holsteinischen Schlössern wie Plön stammte.
Der in den 1960er Jahren neu errichtete Ostflügel beherbergte bis 2003 in den oberen Stockwerken die Landesbibliothek. Die unteren Geschosse mit teilweise sehr hohen Räumen und der daran anschließende Anbau wurden zum Kulturzentrum „Kieler Schloss“. Dort war unter anderem das Landesamt für Denkmalpflege Schleswig-Holstein untergebracht. Der Anbau beherbergt einen Konzertsaal und ein Regionalstudio des NDR. Der Westflügel wurde von der Volkshochschule genutzt. Anstelle des abgetragenen Südflügels wurde ein aufgestelzter Flachbau gesetzt und Historische Landeshalle genannt.
Das Kulturzentrum wurde 2003 privatisiert. Landesbibliothek und Landesamt für Denkmalpflege zogen in den weiter südlich gelegenen Sartori & Berger-Speicher um. Jährlich finden im Schlosskomplex um die 300 verschiedene Veranstaltungen mit bis zu 200.000 Besuchern statt.
Seit 2005 steht der gesamte Schlosskomplex – einschließlich der Nachkriegsbauten – unter Denkmalschutz.

## Die Gebäude und ihre Architektur

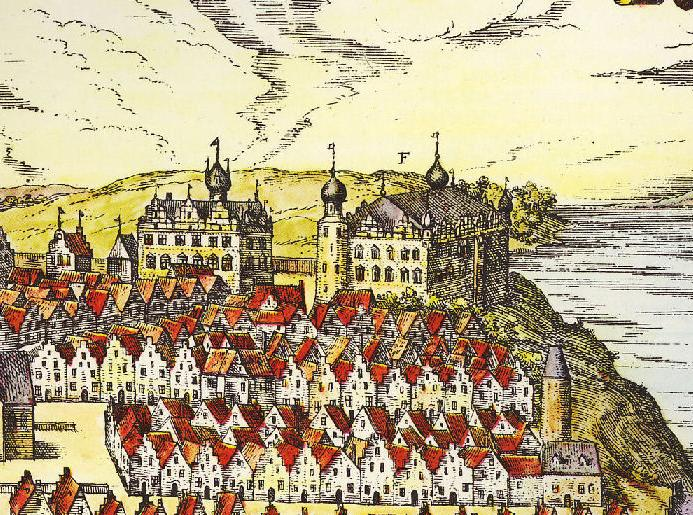
Westflügel (links), gebaut 1512
Ostflügel (rechts) Renaissancebau, gebaut 1558 – fälschlicherweise mit einem großen, statt vier kleinen Dächern dargestellt. Stich von Georg Braun und Frans Hogenberg, 16. Jahrhundert

In der ersten Hälfte des 13. Jahrhunderts ließ Adolf IV. von Schauenburg und Holstein eine Burg in der Holstenstadt tom Kyle – dem späteren Kiel – erbauen, die sich zeitgleich mit dem Ort entwickelte. Über die Gestalt dieser ersten Burg gibt es kaum Überlieferungen. Sie stand an der Stelle des heutigen Rantzaubaus auf der Westseite des Schlossplatzes. Sie wurde 1502 niedergerissen.
Bis 1512 errichtete Friedrich I. an der Stelle der vorgenannten Festung einen Neubau, der als „Neues Haus“ bezeichnet wurde.
Adolf I. baute das Schloss von 1558 bis 1568 zu einem aufwendigen Renaissancesitz aus. Dem „Neuen Haus“ auf der Westseite wurde nun ein Bau von der Form eines großen Quaders auf der Wasserseite, der Ostseite, entgegengestellt. Hiervon ist heute nur noch das Fundament erhalten. Das Gebäude besaß vier nebeneinander liegende Einzeldächer und entsprach damit dem in der holsteinischen Schloss- und Gutsarchitektur häufig anzutreffenden Mehrfachhaus, wie man es z. B. auch heute noch in den Schlössern Ahrensburg und Glücksburg vorfindet. Der Quader war mit einem Kranz von zwölf Ziergiebeln umgeben, je vier auf den Stirnseiten der Dächer und je zwei auf den Schmalseiten des Baus. Zwei schlanke Treppentürme schmückten die Hofseite, ein weiterer Gebäudetrakt verband die beiden Schlossteile. Im Inneren fanden zahlreiche gewölbte Säle und Kabinette sowie die prächtig ausgestattete Schlosskapelle ihren Platz. Nach Beendigung der Bauarbeiten hatten die gesamten Schlossgebäude einen dreiflügeligen, c-förmigen Grundriss, der auch am heutigen Nachkriegsbau noch nachempfunden werden kann.
1685 stürzte der ältere, unter Friedrich I. erbaute Flügel ein und wurde von 1695 bis 1697 im Auftrage Friederike Amalies, der Ehefrau Herzog Christian Albrechts, durch einen Neubau, den sogenannten Rantzauflügel oder Rantzaubau, der heute noch größtenteils steht, ersetzt. Baumeister war hierbei  Domenico Pelli.
Mitte des 18. Jahrhunderts befand sich der Flügel auf der Wasserseite, der Ostseite, in einem schlechten baulichen Zustand und wurde durch den Baumeister Rudolph Matthias Dallin umgebaut. Die geschmückten Renaissancegiebel samt den Einzeldächern wurden entfernt und stattdessen 1763 durch Ernst Georg Sonnin ein mächtiges Mansarddach auf das Hauptgebäude gesetzt, dessen optische Wirkung dadurch vollständig verändert wurde. Auch an den Innenräumen nahm Sonnin diverse Veränderungen vor. Am südwestlichen Turm des Flügels wurde die Haube entfernt und stattdessen eine Plattform angelegt, die als Sternwarte dienen sollte. 1838 vernichtete ein Brand weite Teile des Gebäudes und der Schlosskapelle. Die Neuausstattung der Innenräume erfolge daraufhin in bescheideneren Formen. Weitere Umbauten fanden für Prinz Heinrich statt.
Im Zweiten Weltkrieg wurden alle Teile des Schlosses stark in Mitleidenschaft gezogen. Der Westflügel (Rantzaubau) wurde nach dem Krieg etwas verkürzt und renoviert. Nachdem Pläne verworfen worden waren, die erhaltenen Mauern in einen Neubau einzubeziehen, wurden der Südflügel und der Ostflügel bis auf Teile des nordwestlichen Turms des Ostflügels abgerissen.
1957 wurde ein Wettbewerb ausgeschrieben, den die Hamburger Architekten Sprotte und Neve gewinnen konnten. Nach ihren Plänen ließen sie von 1961 bis 1963 einen neuen Ostflügel aus Backstein errichten, der die Dimensionen des Vorgängerbaus imitiert und auf dem erhaltenen Fundament steht.
An der Stelle des abgerissenen südlichen Verbindungstraktes wurde ein aufgestelzter Flachbau gebaut, die „Historische Landeshalle“.